# Vellozia squamata
Vellozia squamata är en enhjärtbladig växtart som beskrevs av Johann Baptist Emanuel Pohl. Vellozia squamata ingår i släktet Vellozia och familjen Velloziaceae. Inga underarter finns listade.

## Bildgalleri

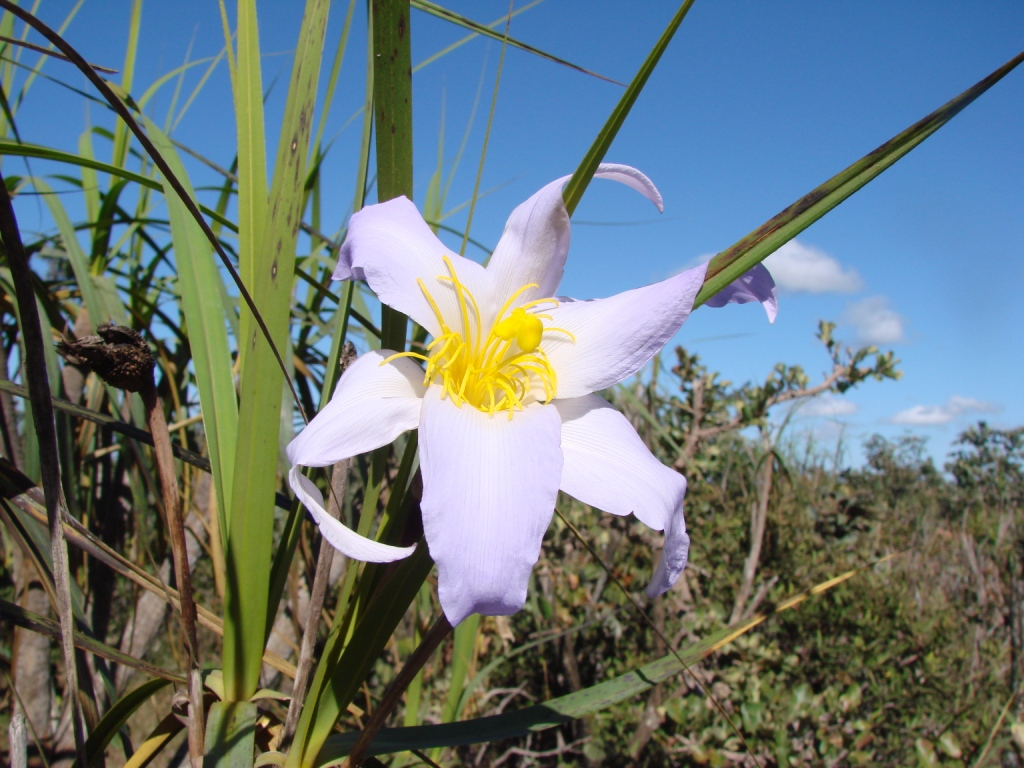
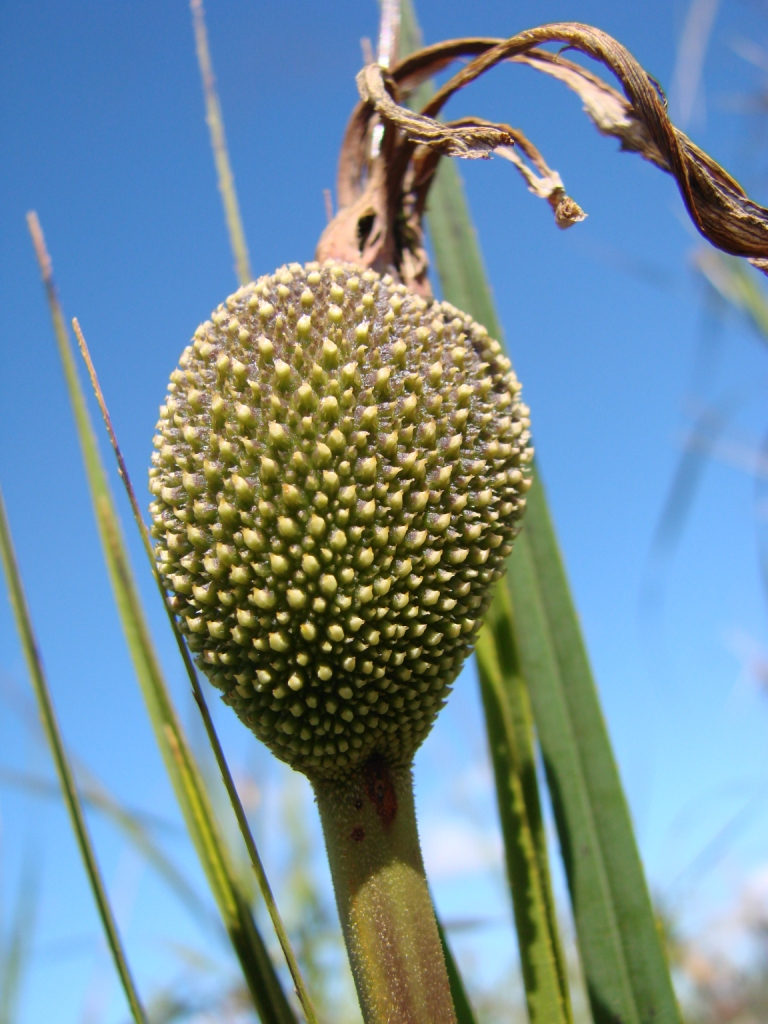
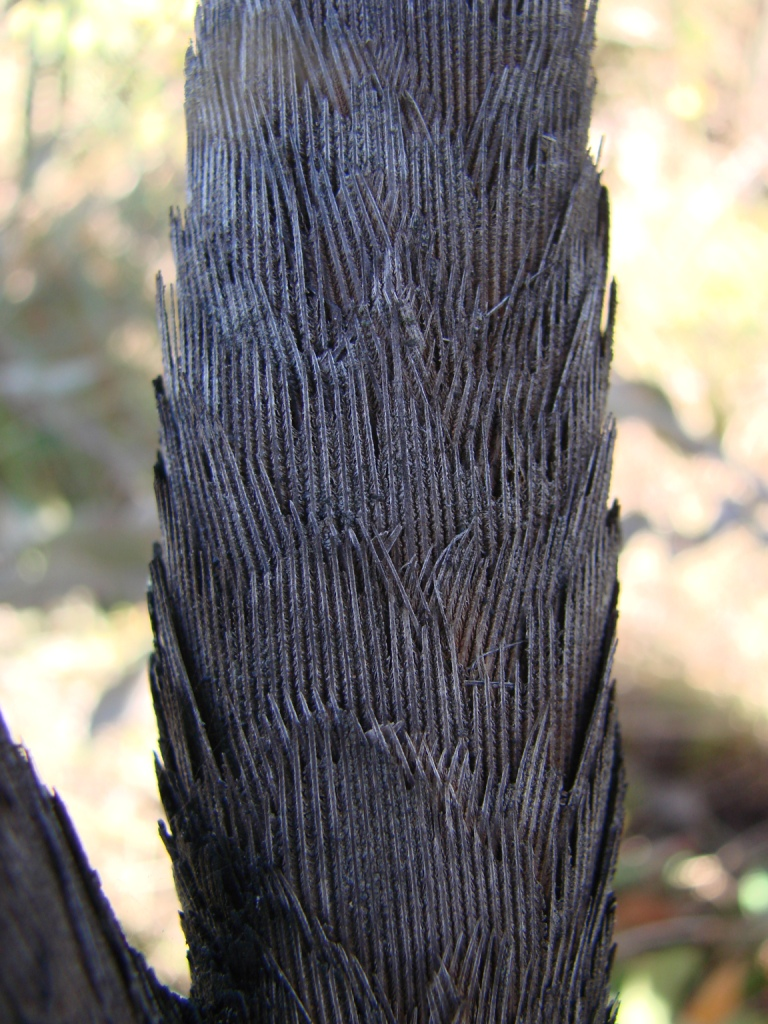
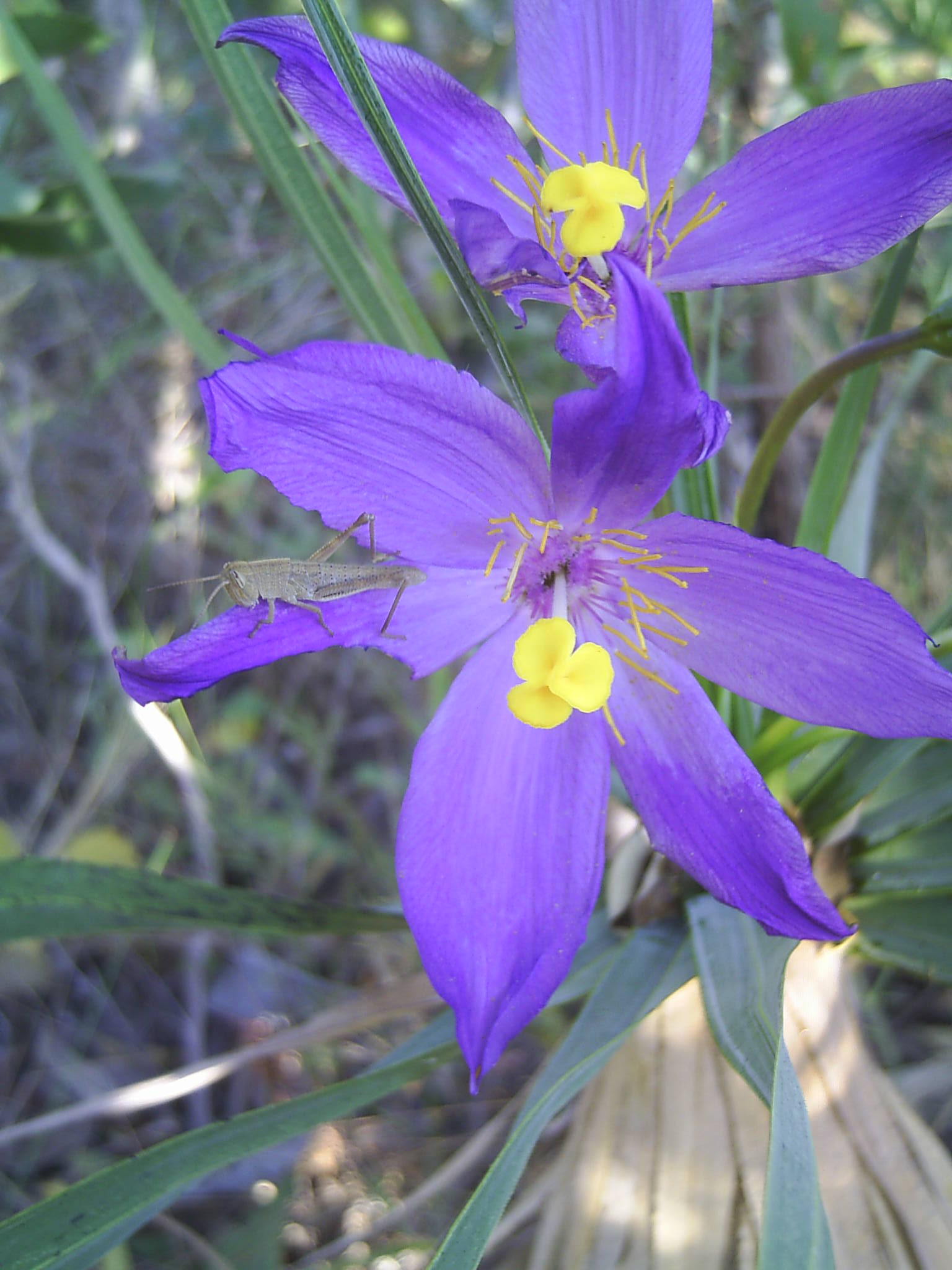
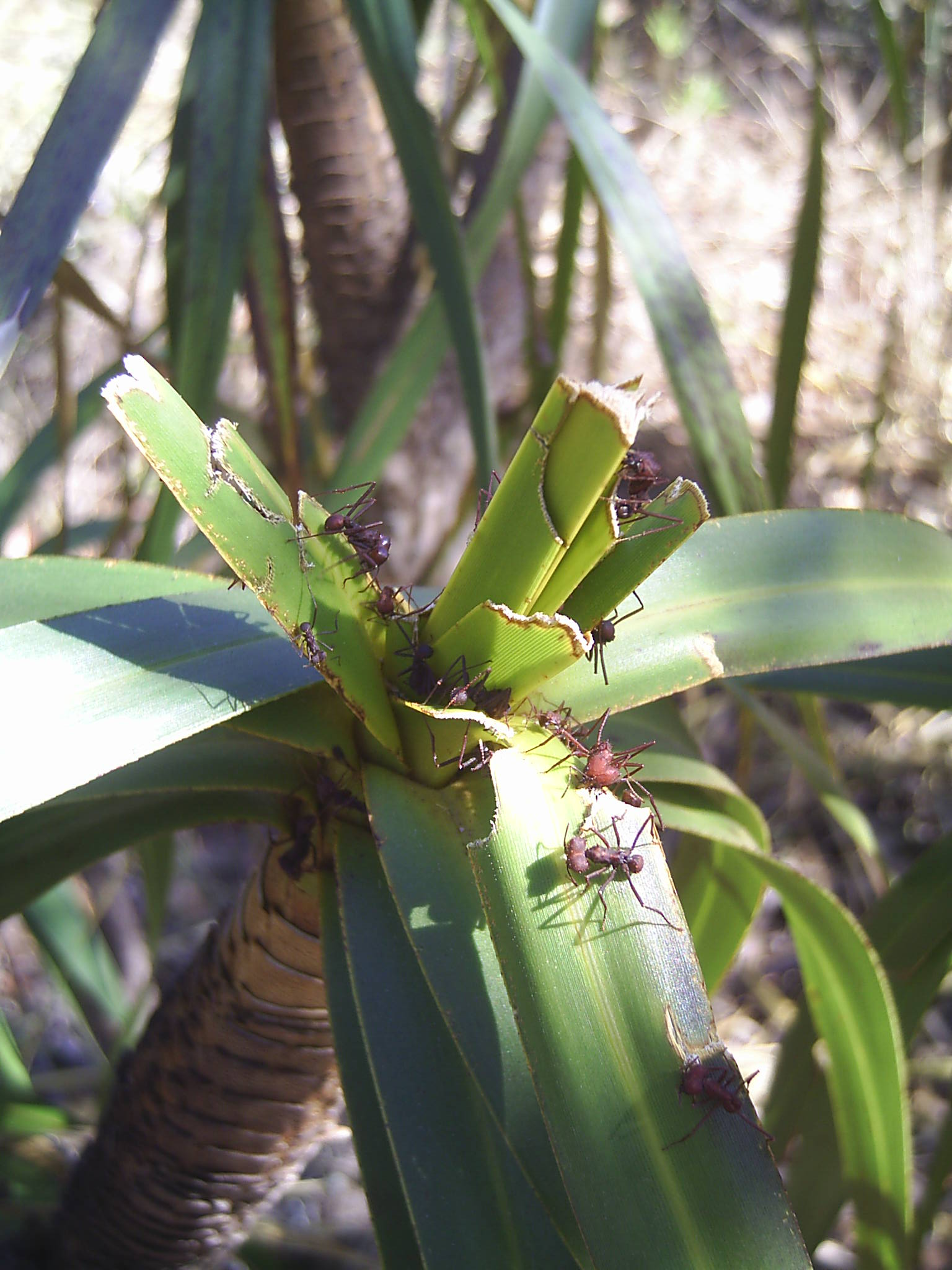